# Tweede Kamerverkiezingen 2010/Kandidatenlijst/PVV
De kandidatenlijst voor de Tweede Kamerverkiezingen 2010 van de Partij voor de Vrijheid werd op 12 april 2010 bekendgemaakt. Op 15 april trok Mellony van Hemert, aanvankelijk als negende op de lijst, zich terug wegens ziekte. Zij werd vervangen door Barry Madlener, delegatieleider in het Europees Parlement. Hij fungeerde op de 47e plaats als lijstduwer.
Op 25 april 2010 trok Gidi Markuszower zich terug als kandidaat. Hij stond op de vijfde plaats. Later bleek dat Markuszower zich had teruggetrokken omdat de AIVD waarschuwde dat hij een risico vormde voor de integriteit van Nederland. Hij bleek onder meer betrokken bij de overdracht van "informatie aan buitenlandse mogendheden"; daarnaast had hij ook contact met medewerkers van buitenlandse inlichtingendiensten.
Op 27 april bleek Arjan Brogt niet langer op de lijst voor te komen. Hij stond voordien op nummer 32. Het was niet direct duidelijk waarom Brogt niet langer kandidaat was. Later bleek dat een economisch delict ofwel een faillissement de oorzaak was.
Van de 150 verkozen Kamerleden is James Sharpe degene met het minst aantal stemmen op de eigen persoon. Bij de kandidaatstelling van Sharpe werd onterecht vermeld dat hij Nederlands kampioen hordelopen is.

## De lijst
- vet: verkozen
- schuin: voorkeursdrempel overschreden

1. Geert Wilders - 1.376.938 stemmen
2. Fleur Agema - 31.486
3. Lilian Helder - 5.793
4. Raymond de Roon - 1.640
5. Martin Bosma - 1.955
6. Sietse Fritsma - 1.010
7. Teun van Dijck - 1.039
8. Louis Bontes - 769
9. Dion Graus - 2.435
10. Richard de Mos - 749
11. Hero Brinkman - 18.865 - Op 20 maart 2012 uit fractie gestapt en doorgegaan als eenmansfractie/OBP
12. Eric Lucassen - 461
13. Roland van Vliet - 1.112
14. Johan Driessen - 233
15. Karen Gerbrands - 559
16. Joram van Klaveren - 321
17. Marcial Hernandez - 477 - Op 3 juli 2012 samen met Wim Kortenoeven een tweemansafsplitsing begonnen
18. Willie Dille - 374
19. Léon de Jong - 424
20. Harm Beertema - 235
21. James Sharpe - 148 - Op 19 november 2010 kamer verlaten na berichten over zijn verleden
22. Wim Kortenoeven - 319 - Op 3 juli 2012 fractievoorzitter van groep Kortenoeven/Hernandez
23. Jhim van Bemmel - 226 - Op 6 juli 2012 uit de fractie en doorgegaan als eenmansfractie
24. André Elissen - 167
25. Ino van den Besselaar - 117 - In de fractie vanaf 23 november 2010 als vervanger van James Sharpe
26. Auke Zijlstra - 335 - Vanaf september 2011 Europarlementariër
27. Alexander Kops - 319
28. Jasper van Koppen - 368
29. Olav Spierings - 658
30. Edgar Mulder - 892
31. Vicky Maeijer - 336
32. Marjolein Faber - 327
33. Marissa Visser - 237
34. Marc van den Berg - 492
35. Monica Nunes - 266 - Statenlid geweest en tijdelijk overgestapt naar Brinkmans OBP
36. Vincent van Haaren - 159
37. Pascal Romeijn - 175
38. Marjolein van de Waal - 256
39. René Eekhuis - 49
40. Ron Dubbelman - 60
41. Toon van Dijk - 69
42. Machiel de Graaf - 61
43. Arnoud van Doorn - 32
44. Laurens van Delft - 93
45. Menno Ludriks - 126
46. Chris van der Helm - 69
47. Barry Madlener - 260
48. Gom van Strien - 1.002

2006 · 2010 · 2012 · 2017 · 2021 · 2023
CDA · PvdA · SP · VVD · PVV · GroenLinks · ChristenUnie · D66 · PvdD · SGP · Nieuw Nederland · TON · MenS · Heel Nederland · Partij één · Lijst 17 · Piratenpartij · Lijst 19 (EPN)